# Хайнрих фон Зекендорф
Хайнрих фон Зекендорф (на немски: Heinrich von Seckendorff; * пр. 21 март 1254) е първият известен благородник от франкския род фон Зекендорф.
Резиденцията му е в замъкът Зекендорф, споменат за първи път 1154 г. Останала е само капелата на замъка, която се намира в Кадолцбург в областта на Фюрт в Бавария.

## Деца
Хайнрих фон Зекендорф има три сина:
- Арнолд фон Зекендорф († сл. 30 януари 1291), женен за фон Брукберг (* пр. 17 юли 1265); имат пет деца
- Буркард фон Зекендорф († сл. 21 февруари 1282); има два сина
- Лудвиг фон Зекендорф († сл. 27 февруари 1290); има пет сина и една дъщеря; неговият син рицар Конрад († 14 април 1353) се нарича „Абердар фон Зекендорф“, а децата му „фон Зекендорф Абердар“